# Azul Seguros
Azul Seguros é uma seguradora brasileira especializada em automóveis. É uma empresa do grupo Porto.

## História
A Azul Seguros tem suas origens há mais de 100 anos com as seguradoras UAP Seguros e a Motor Union Seguros. Em 1999, ocorre a fusão entre as duas seguradoras formando a AXA Seguros.
Em 2003, a Porto Seguro adquiriu as operações da seguradora francesa AXA no Brasil em um valor não informado. No ano seguinte, a empresa passou a se chamar de Azul Seguros.